# Ochotnoje (Kaliningrad, Selenogradsk)
Ochotnoje (russisch Охотное, deutsch Bieskobnicken) ist ein Ort in der russischen Oblast Kaliningrad. Er gehört zur kommunalen Selbstverwaltungseinheit Stadtkreis Selenogradsk im Rajon Selenogradsk.

## Geographische Lage
Ochotnoje liegt 38 Kilometer nordwestlich der Stadt Kaliningrad (Königsberg) an der Kommunalstraße 27K-159, die Jantarny (Palmnicken) an der samländischen Ostseeküste mit Krasnotorowka (Heiligenkreutz) an der Regionalstraße 27A-013 (ex A192) verbindet. Vor 1945 war das benachbarte Ihlnicken (heute russisch: Sarajewo) die nächste Bahnstation an der Bahnstrecke von Fischhausen (russisch: Primorsk) an der Ostpreußischen Südbahn über Palmnicken nach Warnicken (russisch: Lesnoje) an der Samlandbahn, die aber heute nicht mehr betrieben wird.

## Geschichte
Das 1352 gegründete und bis 1946 Bieskobnicken genannte Dorf bestand vor dem Zweiten Weltkrieg aus mehreren großen Höfen. Von 1874 bis 1945 war der Ort in den Amtsbezirk Heiligenkreutz (heute russisch: Krasnotorowka) eingegliedert und gehörte zum Landkreis Fischhausen, 1939 bis 1945 Landkreis Samland, im Regierungsbezirk Königsberg der preußischen Provinz Ostpreußen.
Infolge des Zweiten Weltkrieges kam Bieskobnicken 1945 mit dem nördlichen Ostpreußen zur Sowjetunion. Im Jahr 1947 erhielt der Ort den russischen Namen Ochotnoje und wurde gleichzeitig dem Dorfsowjet Jantarski selski Sowet im Rajon Primorsk zugeordnet. Später gelangte der Ort in den Powarowski selski Sowet. Von 2005 bis 2015 gehörte Ochotnoje zur Landgemeinde Krasnotorowskoje selskoje posselenije und seither zum Stadtkreis Selenogradsk.

### Einwohnerentwicklung
| Jahr | Einwohner |
| ---- | --------- |
| 1910 | 120       |
| 1933 | 115       |
| 1939 | 111       |
| 2002 | 131       |
| 2010 | 108       |

## Kirche
Vor 1945 war die überwiegende Mehrheit der Bevölkerung Bieskobnickens evangelischer Konfession und war in das Kirchspiel der Pfarrkirche in Heiligenkreutz (heute russisch: Krasnotorowka) eingegliedert. Es gehörte zum Kirchenkreis Fischhausen (Primorsk) in der Kirchenprovinz Ostpreußen der Kirche der Altpreußischen Union. Heute liegt Ochotnoje im Einzugsbereich der evangelisch-lutherischen Auferstehungskirche in Kaliningrad (Königsberg), der Hauptkirche der Propstei Kaliningrad der Evangelisch-lutherischen Kirche Europäisches Russland.